# Rolf-Dieter Amend
Rolf-Dieter Amend (Magdeburgo, 21 de março de 1949 – Potsdam, 4 de janeiro de 2022) foi um canoísta de slalom alemão.
Conquistou a medalha de ouro em slalom C-2 em Munique 1972, junto com o seu companheiro de equipe Walter Hofmann

## Morte
Amend morreu em 4 de janeiro de 2022, aos 72 anos de idade, em Potsdam.